# Brițcani
Brițcani – wieś w Rumunii, w okręgu Neamț, w gminie Dulcești. W 2011 roku liczyła 73 mieszkańców.